# Scipione Breislak
Scipione Breislak (17 de agosto de 1748 o de 1750 - 15 de febrero de 1826), geólogo italiano de origen alemán. Es conocido por ser el autor de los primeros estudios de geología como disciplina científica desarrollados en Italia.

## Semblanza
Nació en Roma hacia 1748 (aunque no se conoce la fecha exacta). Al comienzo de su carrera profesional, se distinguió como profesor de filosofía matemática y mecánica en la universidad de Ragusa; pero después de residir allí durante varios años regresó a su ciudad natal, donde trabajó como profesor en el Collegio Nazareno, donde comenzó a formar la reputada colección mineralógica de esta institución.
Dedicó su tiempo libre a la investigación geológica en los Estados Pontificios. Sus estudios del distrito con materiales aluminosos de Tolfa y de los cerros adyacentes, publicados en 1786, suscitaron el interés del rey de Nápoles, quien le invitó para inspeccionar las minas y canteras del reino, y le nombró profesor de mineralogía de la artillería real.
Dirigió los vastos trabajos acometidos para el refinado del azufre en el distrito volcánico de Solfatara. Posteriormente realizó numerosos viajes a través de la antigua Campania para ilustrar su geología, y publicó en 1798 su obra titulada "Topografia fisica della Campania", conteniendo el resultado de muchas observaciones cuidadosas. Breislak fue un pionero en la recogida y análisis de gases volcánicos. También publicó un ensayo sobre las características físicas de los siete cerros de Roma, en el que las consideraba como los restos de un volcán local, una opinión que se demostró equivocada posteriormente tras las investigaciones de G. B. Brocchi.
Las convulsiones políticas de Italia en 1799 obligaron a Breislak a trasladarse a París, donde permaneció hasta 1802, cuando fue nombrado inspector de las factorías de salitre y pólvora próximas a Milán,  trasladándose a esta ciudad. El mineral Breislakite lleva este nombre en su honor. Murió el 15 de febrero de 1826. Sus otras publicaciones incluyen: "Introduzione alla geologia" (1811;  ed. francesa en 1819); "Trait sur la structure extrieure du globe, 3 vols. y atlas" (Milán, 1818, 1822); y "Descrizione geologica della provincia di Milano" (1822).

## Reconocimientos
- El cráter lunar Breislak  lleva este nombre en su honor.[3]
- El mineral breislaquita (nombre sinónimo de la ilvaíta) conmemora el nombre del geólogo italiano.[4]